# Florodora
Florodora è una commedia musicale edoardiana scritta da Jimmy Davis con lo pseudonimo di Owen Hall e musicata da Leslie Stuart. Debuttò a Londra nel West End nel 1899 al Lyric Theatre, diventando con le sue 455 repliche il successo della stagione. Riproposta per il pubblico di New York, si confermò come uno spettacolo di grande presa anche per lo spettatore d'oltre oceano. La commedia, che debuttò il 10 novembre 1900, andò in scena a Broadway 505 volte solo nella sua prima edizione. Ebbe una immediata ripresa nel 1902, quindi nel 1905 e nel 1920. Nel 1930, diede lo spunto per un film della MGM  interpretato da Marion Davies nel ruolo di una delle cosiddette Florodora Girls, le soubrette del musical che furono una delle ragioni dell'enorme successo della commedia. Il film, distribuito con il titolo The Florodora Girl, in Italia venne rinominato Ragazze e giovanotti del 1890.
Florodora fu uno dei primi musical di successo nella Broadway che inaugurava il nuovo secolo: le musiche erano firmate da Leslie Stuart e le canzoni aggiunte da Paul Rubens, il quale aveva scritto anche i testi insieme a Edward Boyd-Jones.
L'azione si svolge nell'isola di Florodora, nel parco dell'Abercoed Castle e nella sala da ballo del castello.

## Trama

### Atto primo
A Florodora, piccola isola delle Filippine, la popolare fragranza Florodora è estratta dall'essenza dei fiori Florodora. La ditta profumiera appartiene a Cyrus W. Gilfain, un americano che ha rilevato l'impresa della famiglia di Dolores e che ora regna sovrano sull'isola. Benché Dolores ora sia costretta a lavorare per Gilfain, conserva un atteggiamento positivo nei confronti della vita. Sull'isola giunge Frank Abercoed, il nuovo manager di Gilfain. Il giovane, in realtà, è Lord Abercoed sotto mentite spoglie: vedendo Dolores, resta subito colpito dalla ragazza e lei da lui.
Sulla nave ormeggiata in rada, si trova Lady Holyrood, aristocratica senza il becco di un quattrino che è venuta a Florodora dietro suggerimento di Gilfain alla ricerca di un marito.  Nei suoi intenti, questo dovrebbe essere Frank. Lady Holyrood è accompagnata da Gilfain, dalla figlia di questi, Angela, fidanzata al capitano Arthur Donegal, fratello di Lady Holyrood, e da alcune amiche di Angela. Sulla nave si trova anche Anthony Tweedlepunch, investigatore alla ricerca della ragazza cui appartiene di diritto l'impresa profumiera.  Il detective, però, si presenta come uomo di spettacolo, ipnotizzatore e chiromante.
Gilfain scopre che Frank e Dolores sono innamorati. Nel tentativo di contrastare le legittime pretese della ragazza all'eredità di Florodora, il magnate progetta di sposarla. Assume Tweedlepunch - che lui crede essere un attore - per rompere la relazione tra Dolores e Frank, che Gilfain vorrebbe sposasse sua figlia Angela. Presenta l'investigatore come un rispettabile frenologo: attraverso lo studio dei crani, Tweedlepunch accoppia i giovani tra di loro. Gilfain, infatti, vuole - per avere un maggior controllo sull'azienda - che i suoi impiegati si sposino con le ragazze dell'isola che sono a capo dei reparti Florodora. Ma Frank si rifiuta di sposare Angela e Gilfain lo licenzia. Anche gli impiegati e le isolane che dovrebbero sposarsi sono sconvolti. Frank, ora, deve ritornare in Inghilterra: chiede a Dolores di aspettarlo con fiducia e si imbarca, mentre tutta l'isola viene a salutare la sua partenza.

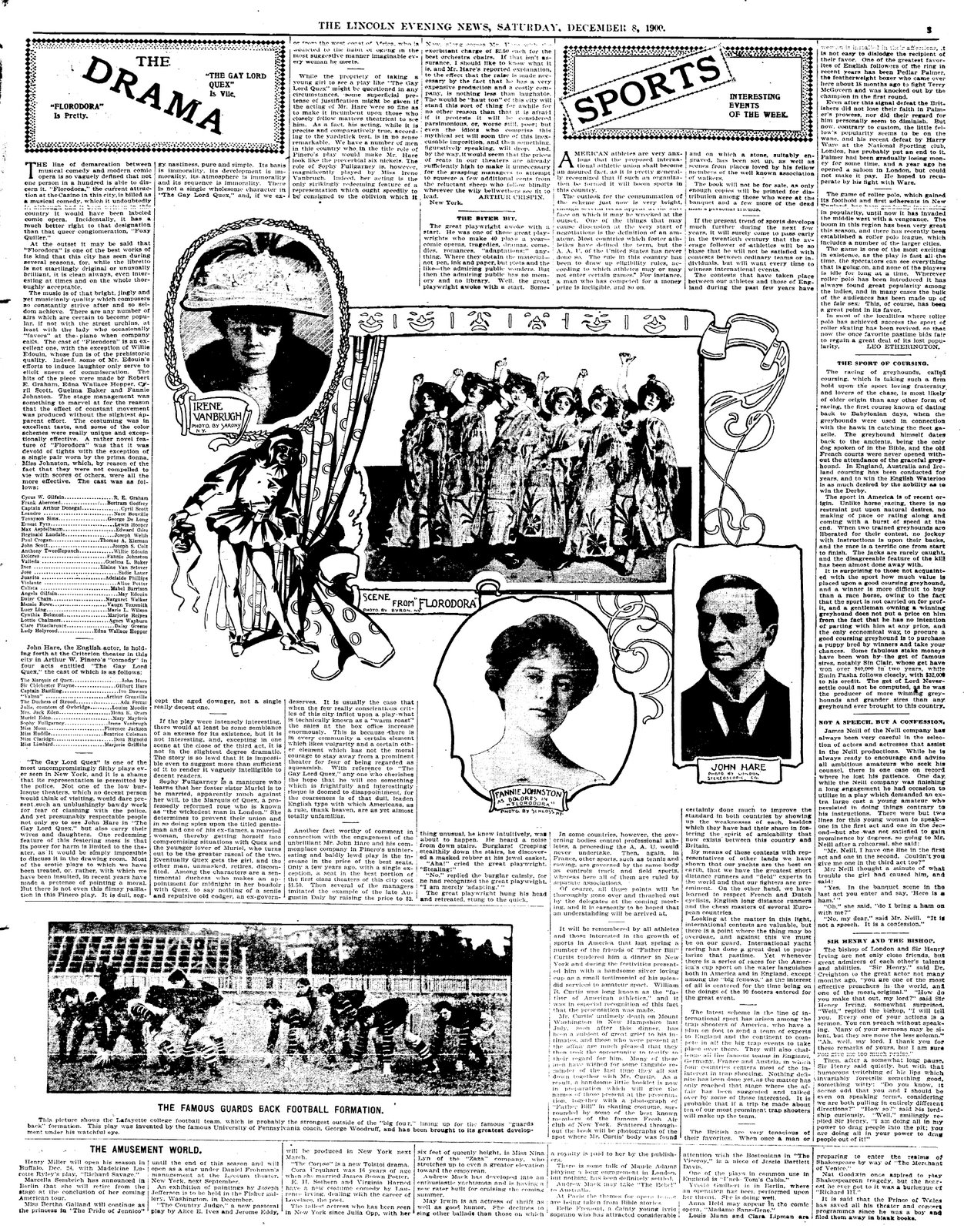
Pubblicità sul Lincoln Evening News, sabato 8 dicembre 1900

### Atto secondo
Sei mesi più tardi: Giftain è riuscito a diventare il proprietario del Castello Abercoed, la casa avita di Frank nel Galles. I suoi impiegati, che non hanno sposato le donne di Florodora, trovano nel Regno Unito le ragazze di cui sono innamorati, le amiche di Angela. Al castello giungono anche Tweedlepunch e Dolores: l'investigatore ha riconosciuto nella giovane la vera erede della fortuna di Florodora. Tweedlepunch, vecchio amico del padre di Dolores, vuole aiutarla a rivendicare i suoi diritti. Al castello, i due sono aggrediti da un aristocratico gruppo di signori e signore che vogliono sapere chi diavolo siano. Lui e Dolores cercano, così, di farsi passare per gli artisti assunti per l'intrattenimento serale.
Lady Holyrood, sempre alla ricerca di un marito, ha puntato gli occhi su Gilfain. Costui, intanto, ha proibito l'accesso al castello a Frank, il legittimo proprietario. Ma il giovane elude i controlli e si introduce di soppiatto nei giardini, dove incontra con sua sorpresa Dolores. Dopo un momento di sconcerto, le spiega di essere Lord Abercoed e di non aver potuto mantenere ancora la sua promessa di ritornare a Florodora perché deve ancora trovare il modo di rientrare in possesso della casa dei suoi avi. La soluzione ai loro problemi è affidata a Tweedlepunch, che riesce a terrorizzare Gilfain facendo apparire un fantasma: Gilfain finirà per confessare di aver rubato Florodora e restituirà le proprietà rubate a Dolores e a Frank. I due giovani possono sposarsi come può fare finalmente anche Angela con il capitano Donegal. La punizione per Gilfain sarà quella di impalmare Lady Holyrood.

## Versione originale (Londra)

### Cast originale (Londra, 11 novembre 1899)
- Charles E. Stevens: Cyrus W. Gilfain
- Melville Stewart: Frank Abercoed
- Evie Greene: Dolores
- Frank Holt: Leandro
- Edgar Stevens: capitano Arthur Donegal
- Willie Edouin: Anthony Tweedlepunch
- Nancy Girling: Valleda
- Kate Cutler: Angela Gilfain
- Ada Reeve: Lady Holyrood
- Roy Horniman: Tennyson Sims
- Ernest Lambart: Ernest Pym
- Alfred Barron: Max Aepfelbaum
- Frank Hascoll: Reginald Langdale

## Prima versione di Broadway
A Broadway, la commedia andò in scena al Casino Theatre il 10 novembre 1902, prodotta da Dunne, Ryley and Fisher. Il regista era Lewis Hopper, sotto la supervisione personale di Willie Edouin che già nell'edizione londinese aveva interpretato il ruolo di Anthony Tweedlepunch. Le scene erano disegnate da Moses & Hamilton e l'orchestra fu diretta da Arthur Weld.

### Canzoni

#### Atto I
- Flowers a-blooming so gay, Coro
- The Credit's Due to Me, Impiegati e Coro
- The Silver Star of Love, Dolores
- Chorus of Welcome, coro
- Come and See Our Island, Impiegati e Ragazze Inglesi
- When I Leave Town, Lady Hollyrood
- The Fellow Who Might Be/ Galloping, Angela Gilfain e capitano Arthur Donegal
- I Want to Marry a Man, I Do, Lady Hollyrood, Cyrus Gilfain e Anthony Tweedlepunch
- Phrenology, Cyrus Gilfain e Coro
- (When) An Interfering Person, Lady Hollyrood, Angela Gilfain, Capitano Arthur Donegal e Anthony Tweedlepunch
- (Under) the Shade of the Palm, Frank Abercoed
- Finale, Coro

### Atto II
- Tact, Lady Hollyrood e Coro
- When You're a Millionaire, Cyrus Gilfain e Coro
- Tell Me, Pretty Maiden, Impiegati e Ragazze Inglesi
- We Get Up at 8 A.M., Leandro e Valeda
- Willie Was a Gay Boy (parole di Alfred Murray), Angela Gilfain
- When We're on the Stage (We're Both on the Stage), Dolores e Anthony Tweedlepunch
- I've an Inkling (musica di Paul Rubens), Lady Hollyrood
- (The) Queen of the Philippine Islands (His Only Love) (musica di Paul Rubens), Dolores
- I Want to Be a Military Man (parole di Frank A. Clement), capitano Donegal e Coro

### Cast della prima a Broadway (10 novembre 1900)
- Robert E. Graham: Cyrus Gilfain
- Fannie Johnston: Dolores
- Sydney Deane: Frank Abercoed
- Willie Edouin: Anthony Tweedlepunch
- Edna Wallace Hopper: Lady Hollyrood
- Cyril Scott: Capitano Arthur Donegal
- May Edouin: Angela Gilfain
- Guelma Baker: Valeda
- Mabel Barrison: Calista
- Nace Bonville: Leandro
- Joseph Colt: Thomas A. Kiernan
- Daisy Greene: Clare Fitzclarence
- Lewis Hopper: George De Long
- Reginald Langdale: Max Aepfelbaum
- Sadie Lauer: Jose
- Adelaide Phillips: Juanita
- Aline Potter: Violante
- Ernest Pym: Tennyson Sims
- Marjorie Relyea: Cyrus Gilfain
- John Scott: Paul Crogan
- Vaughn Texsmith: Mamie Rowe
- Elaine Van Selover: Inez
- Margaret Walker: Daisy Chain
- Agnes Wayburn: Lottie Chalmers
- Joseph Welsh: Edward Gore
- Marie L. Wilson: Lucy Ling